# کلاته شب
کلاته شب یک روستا در ایران است که در دهستان درح واقع شده‌است. کلاته شب ۲۳۰ نفر جمعیت دارد.